# 派瓦河
派瓦河（葡萄牙語：Rio Paiva，葡萄牙語發音：[ˈpajˈvɐ]）位於葡萄牙的一條河流，長111.5 km（69.3 mi），於莫伊門塔達貝拉處流入杜罗河。它已被Natura 2000歸類為具有社區重要性的地點。

## 阿羅卡世界地質公園
在阿羅卡世界地質公園位於派瓦河河岸處建有8.7 km（5.4 mi）長的木製步道，並有計劃擴充多12 km（7.5 mi）。公園內亦建有全世界最長及跨越派瓦河的行人吊橋阿羅卡516吊橋。